# 普拉马焦雷
普拉马焦雷（義大利語：Pramaggiore），是意大利威尼托大区威尼斯省的一个市镇。总面积24平方公里，人口4710人，人口密度196.3人/平方公里（2009年）。国家统计（ISTAT）代码为027030。